# Sébastien Betbeder
Sébastien Betbeder (* 4. Januar 1975 in Pau) ist ein französischer Filmregisseur.

## Leben
Betbeder studierte zunächst an der École des beaux-arts de Bordeaux und setzte sein Studium am Le Fresnoy – Studio national des arts contemporains in Tourcoing fort. Im Jahr 2003 veröffentlichte er seinen ersten Kurzfilm Des voix alentour und stellte 2006 mit Nuage seinen ersten Langfilm vor. Nuage lief im Rahmen des Locarno Film Festivals. Zwei Jahre später folgte Betbeders zweiter Langfilm La vie lointaine. Von 2008 bis 2011 unterrichtete Betbeder an der Haute école d’art et de design in Genf.
Weitere Kurz- und Langfilme folgten, darunter 2014 der Kurzfilm Inupiluk, für den Betbeder mit dem Prix Jean Vigo in der Kategorie Kurzfilm ausgezeichnet wurde. Zudem erhielt er eine César-Nominierung in der Kategorie Bester Kurzfilm. In Inupiluk zeigen die beiden Freunde Thomas und Thomas den Grönländern Ole und Adam zum ersten Mal Paris, das Meer und den Wald. Fortgesetzt wird die halbdokumentarische Handlung in Betbeders Dreiteiler Thomas & Thomas s’en vont au Groenland, der 2015 online veröffentlicht wurde, sowie der Filmkomödie Le voyage au Groenland aus dem Jahr 2016. Der Dreh in Grönland und auch der Dreh von Inupiluk sind zudem Mittelpunkt des Dokumentarkurzfilms Le film que nous tournerons au Groenland, den Betbeder 2015 veröffentlichte. Thomas und Thomas werden dabei von Thomas Blanchard und Thomas Scimeca gespielt. Betbeder besetzte Scimeca zudem 2019 im Kurzfilm Jusqu’à l’os, wo er erneut als Thomas auftrat.

## Filmografie (Auswahl)
- 2003: Des voix alentour (Kurzfilm)
- 2007: Nuage
- 2009: La vie lointaine
- 2009: Toutes les montagnes se ressemblent (Kurzfilm)
- 2012: Die schlafende Stadt (Je suis une ville endormie) (TV)
- 2013: 2 automnes 3 hivers – 2 Herbste 3 Winter (2 automnes 3 hivers)
- 2014: Inupiluk
- 2016: Marie und die Schiffbrüchigen (Marie et les naufragés)
- 2016: Le voyage au Groenland
- 2018: Ulysse & Mona
- 2019: Debout sur la montagne
- 2019: Jusqu’à l’os (Kurzfilm)

## Auszeichnungen (Auswahl)
- 2006: Nominierung Pardo d’oro Cineasti del presente, Locarno Film Festival, für Les mains d’Andrea
- 2007: Nominierung Pardo d’oro Cineasti del presente, Locarno Film Festival, für Nuage
- 2012: Nominierung Discovery Award, Toronto International Film Festival, für Die schlafende Stadt
- 2013: Spezialpreis der Jury, Torino Film Festival, für 2 automnes 3 hivers
- 2014: Publikumspreis, Festival du Court-Métrage de Clermont-Ferrand, für Inupiluk
- 2014: Spezialpreis der Jury, RiverRun International Film Festival, für 2 Herbste 3 Winter
- 2015: César-Nominierung, Bester Kurzfilm, für Inupiluk
- 2015: Prix Jean Vigo, Kurzfilm, für Inupiluk
- 2016: Nominierung Preis der Kritik, Filmfest Hamburg, für Le voyage au Groenland
- 2016: Nominierung Goldener Georg, Internationales Filmfestival Moskau, für Marie und die Schiffbrüchigen